# X11 (motorvagn)
X11 är en regional version av det svenska motorvagnståget X10. Cirka hälften av alla X10-tågsätten som byggdes blev ombyggda till X11. Till skillnad från standardversionen har denna mjukare säten, toalett, hatthyllor och en bagagehylla i varje vagn. En annan skillnad är att X11 saknar det mellersta dörrparet i varje vagn, men har då i gengäld fler säten. Västtrafiks X11:or har liksom X10 2+3 säten i bredd medan X11 i övriga Sverige har 2+2. Den ursprungliga litterabeteckningen var X10R där R stod för "Regional" men den ändrades senare till X11 för att man lättare skulle kunna särskilja den från den ursprungliga versionen av X10.
Liknande vagntyper finns, kallade X12 (mer regional version med 2+2 säten i bredd) och X14 med 2+3 säten i bredd precis som X11.

## Trafik
X11 användes från början i regional trafik av Västmanlands län och Gävleborgs län men senare också av dåvarande Malmöhus län samt av länen i Göteborgsregionen. När Skåne län och Västra Götalands län bildades behövdes fler tåg och då flyttades två X11 från Gävleborgs län och fem från Västmanlands län till dessa två län. Det sjätte Västmanlandståget byggdes om till X10 och hamnade i Stockholms län. Av de tre X10 som fanns i Uppsala län, byggdes alla om till X11 och hamnade i Skåne län. X11 har under 2000-talet gått för Skånetrafiken som Pågatåg i Skåne län och för Västtrafik som Västtåg och pendeltåg i Göteborg.
I Skåne har man dock bytt ut sina X11:or i Pågatågstrafiken mot det 74 meter långa X61 (50% längre än X11). Den största anledningen till detta var att dessa inte fick köras i Citytunneln eftersom överbryggning av nödbroms saknades. Några hade dock tillfälligt utrustats med denna lösning. Dessutom var de långsamma, saknade låga insteg samt luftkonditionering och var framför allt gamla. Utfasningen av X11 i Skåne påbörjades 2010 och beräknades från början vara genomförd till 2012. Men på grund av trafikutökningar så hann inte antalet X61:or levereras i tillräckligt snabb takt. Det fanns också en del barnsjukdomar hos de tågsätt som redan rullade i trafiken vilket gjorde att man behövde ha ett antal X11:or som reserv. Sedan sommaren 2013 har Skånetrafiken bara fyra X11:or kvar för Krösatågs-trafiken. De resterande överflödiga tågen från Skånetrafiken har sålts till andra länstrafikbolag.
Jönköpings Länstrafik köpte fyra stycken av Skånetrafiken vilka levererades i november/december 2011, Länstrafiken Kronoberg sex, Kalmar Länstrafik två och Blekingetrafiken fyra. Även Norrtåg köpte tre tågsätt för pendeltrafiken runt Umeå, även dessa levererades i november/december 2011. Transitio har behållit två som ska användas som reservtåg för Norrtåg och Krösatåg.. X11 kommer dock att ersättas av nya regionaltåg (Zefiro Express och CAF Civity) inom en tioårsperiod.

## Vagnar
- Transitio (Reserv): 3173 och 3174. (2 st)
- Västtrafik (Pendeltåg/Västtåg i Göteborg): 3139–3147, 3171 och 3172, 3182 och 3183, 3204–3213. (23 st)
- Krösatåg: 3106–3111, 3113, 3134–3138, 3168–3170, 3175, 3184, 3185, 3187 och 3188.[3] (20 st)
- Norrtåg (Vännäspendeln): 3112, 3167, 3189. (3 st)

Under 2014 köpte det offentligägda leasingbolaget Transitio upp 25 av de 26 X11:or som Skånetrafiken tidigare ägde och lät rusta upp dem för nya trafikuppgifter.. 23 st av dessa leasas nu av sex olika länstrafikbolag, varav 20 st i smålandslänen.

## Avställda enheter
- 3141 (avställd efter kollision med en havererad buss på en järnvägsövergång på Hisingen den 8 mars 2021, utgör just nu reservdelsförråd och kommer troligen att slopas).

## Tidigare avställda enheter
- Vagn 3147 drabbades av ett huvudtransformatorhaveri under 2013 och vagnens framtid var länge oviss. Efter många om och men reparerades den och sattes åter i trafik hösten 2016 efter att ha stått avställd i drygt tre år.

- Vagn 3141 drabbades av en brand i juni 2015 då en av drivmotorerna överhettades och fattade eld. Branden kunde dock snabbt släckas. Vagnen skickades sedermera till Motala för reparation och återkom till Göteborg i slutet av november 2016. Den sattes i trafik en knapp månad senare. Ställdes återigen av i mars 2021 efter att ha krockat med en havererad buss på en järnvägsövergång på Hisingen.

- I augusti 2016 krockade vagnarna 3110 och 3137 på bangården i Gemla. Båda enheterna skadades varav 3110 svårast men båda enheterna kunde dock repareras. 3110 återkom i juli 2017 och 3137 i oktober samma år.

## Skrotade enheter
- Vagn 3105, som för övrigt var den först levererade enheten i X10-serien, drabbades av en mindre brand på taket hösten 2011 och ställdes av. Den kom inte att repareras utan delades på mitten och A-delen som skadades i branden plockades på delar och skrotades. B-delen som klarade sig oskadd har sparats intakt tills vidare.

## Bilder

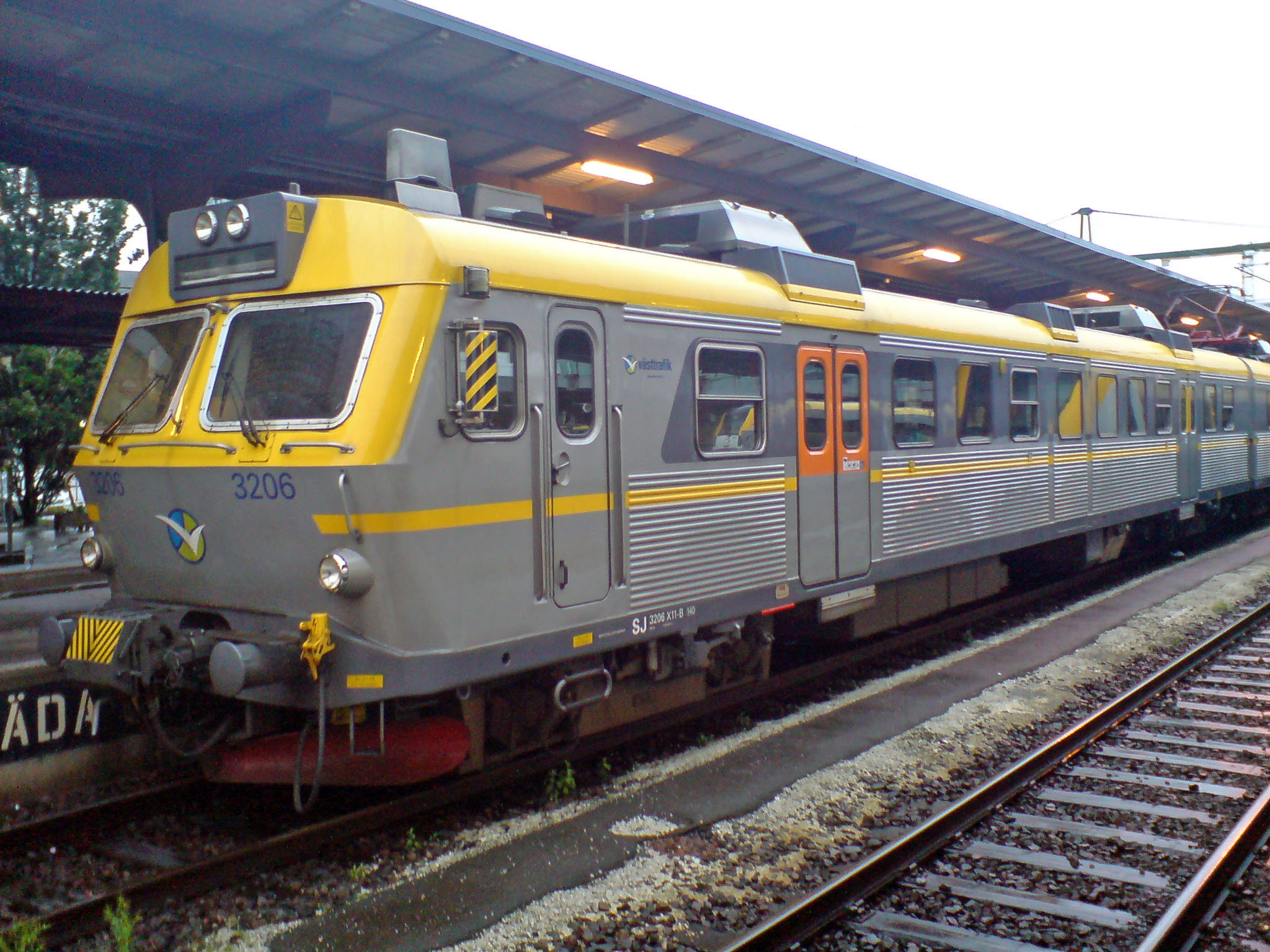
Västtåg 3206 av X11-modellen på Göteborgs centralstation juli 2007.
X11-Krösatåg 3175 på Älmhults station februari 2020.
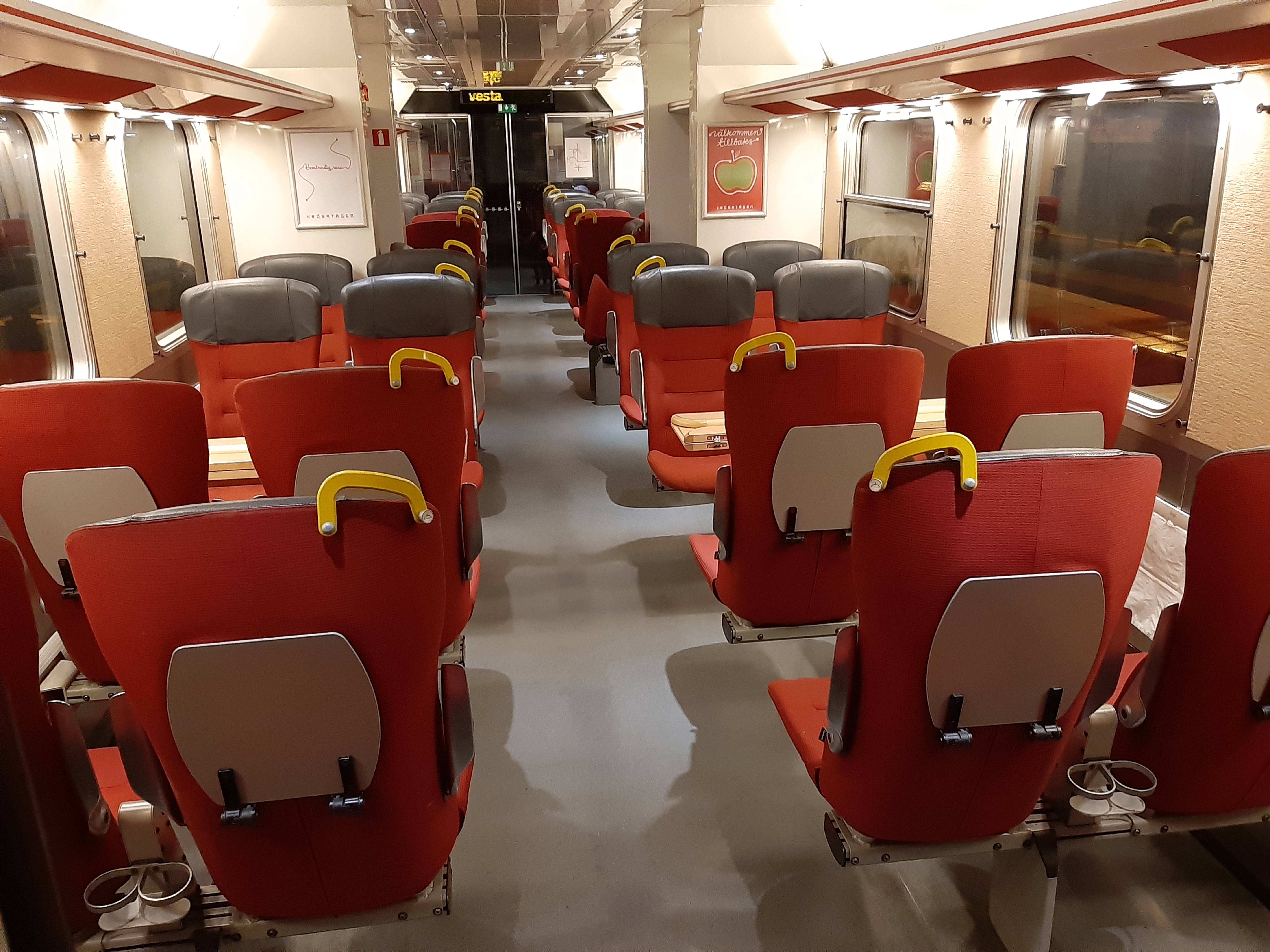
Interiör i en X11 sedd 2020 som renoverats och går som Krösatåg i trafik mellan Växjö och Hässleholm (och som tidigare gått som Pågatåg i Skåne).
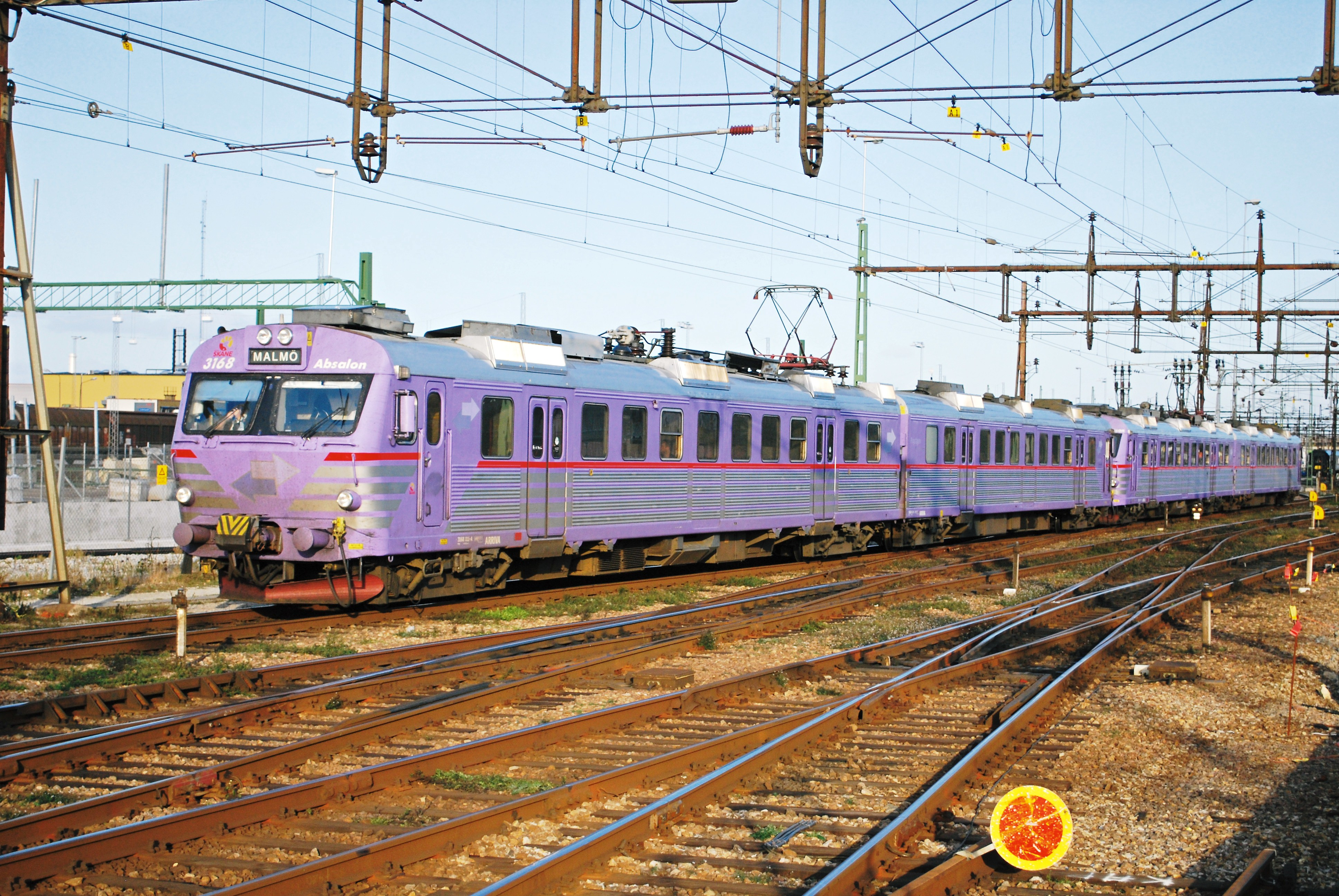
Pågatåg 3168 av X11-modellen vid Malmö centralstation oktober 2009.